# Piletocera bufalis
Piletocera bufalis là một loài bướm đêm trong họ Crambidae.